# 阿里線紋鯿
阿里線紋鯿（学名：Nematabramis alestes）为輻鰭魚綱鯉形目鲤科的其中一種，分布於亞洲菲律賓巴拉望島及武旋牙島，本魚鰓蓋與前鰓蓋骨銀色，鱗片邊緣為具深色斑點。頭部裸露；嘴大且斜裂；腹部淡黃色，背鰭硬棘2枚；背鰭軟條8至9枚；臀鰭硬棘3枚；臀鰭軟條12至14枚，體長可達10公分，棲息在中底層水域。